# Doubs (fiume)
Il Doubs (/du/; in arpitano Dubs) è un fiume lungo 453 km che scorre tra la Svizzera occidentale e la Francia orientale, tributario sinistro della Saona. La sua sorgente si trova presso Mouthe, nel Giura occidentale. Dapprima il fiume scorre verso nord-est, seguendo all'incirca la frontiera franco-svizzera (che il fiume delimita per circa 40 km). Vicino a Montbéliard il corso d'acqua piega verso sud-ovest, fino alla confluenza con la Saona a Verdun-sur-le-Doubs.

## Cantoni, dipartimenti e principali comuni attraversati
- Doubs (F): Pontarlier, Morteau, Villers-le-Lac, Pont-de-Roide-Vermondans, Mandeure, Valentigney, Audincourt, Bavans, L'Isle-sur-le-Doubs, Baume-les-Dames, Thise, Montbéliard, Besançon e Saint-Vit
- Canton Neuchâtel (CH): La Chaux-de-Fonds
- Canton Giura (CH): Saint-Ursanne.
- Giura (F): Dole.
- Saona e Loira (F): Verdun-sur-le-Doubs.

## Affluenti
La tabella seguente riporta i principali affluenti del Doubs, la cui lunghezza supera i 10 chilometri:
| Nome           | Lunghezza             | Bacino idrografico | Portata | Riva     |
| -------------- | --------------------- | ------------------ | ------- | -------- |
| Audeux         | 24,2 km               |                    |         | sinistra |
| il Drugeon     | 53,5 km               | 191 km²            |         | sinistra |
| la Rançonnière | 10,3 km ( in Francia) |                    |         | destra   |
| il Dessoubre   | 33,3 km               | 560 km²            |         | sinistra |
| la Barbèche    | 14,1 km               |                    |         | sinistra |
| il Gland       | 13,5 km               | 41 km²             |         | destra   |
| l'Allan        | 59,6 km               | 1120 km²           |         | destra   |
| il Cusancin    | 12,6 km               | 356 km²            |         | sinistra |
| la Clauge      | 35,4 km               | 116 km²            |         | sinistra |
| la Loue        | 122,2 km              | 1760 km²           |         | sinistra |
| l'Orain        | 39 km                 | 200 km²            |         | sinistra |
| la Sablonne    | 27,3 km               |                    |         | destra   |
| la Guyotte     | 41,1 km               | 160 km²            |         | sinistra |

## Immagini del Doubs

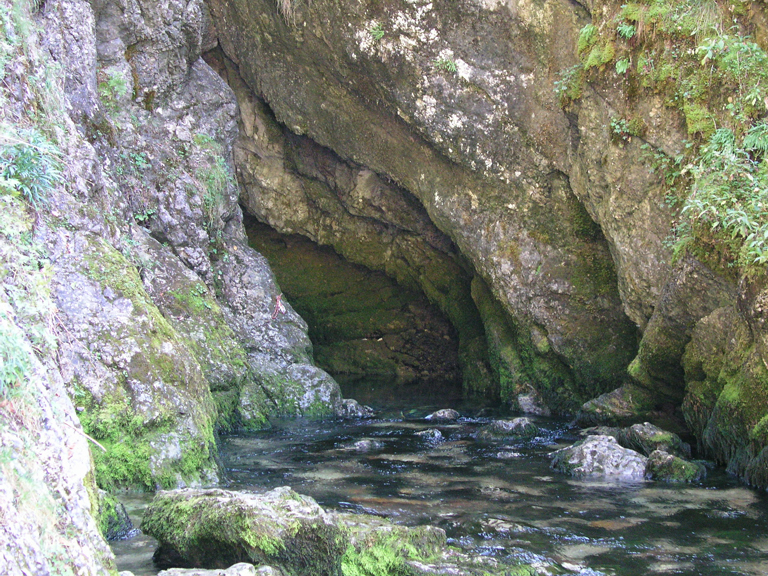
La sorgente del Doubs a Mouthe
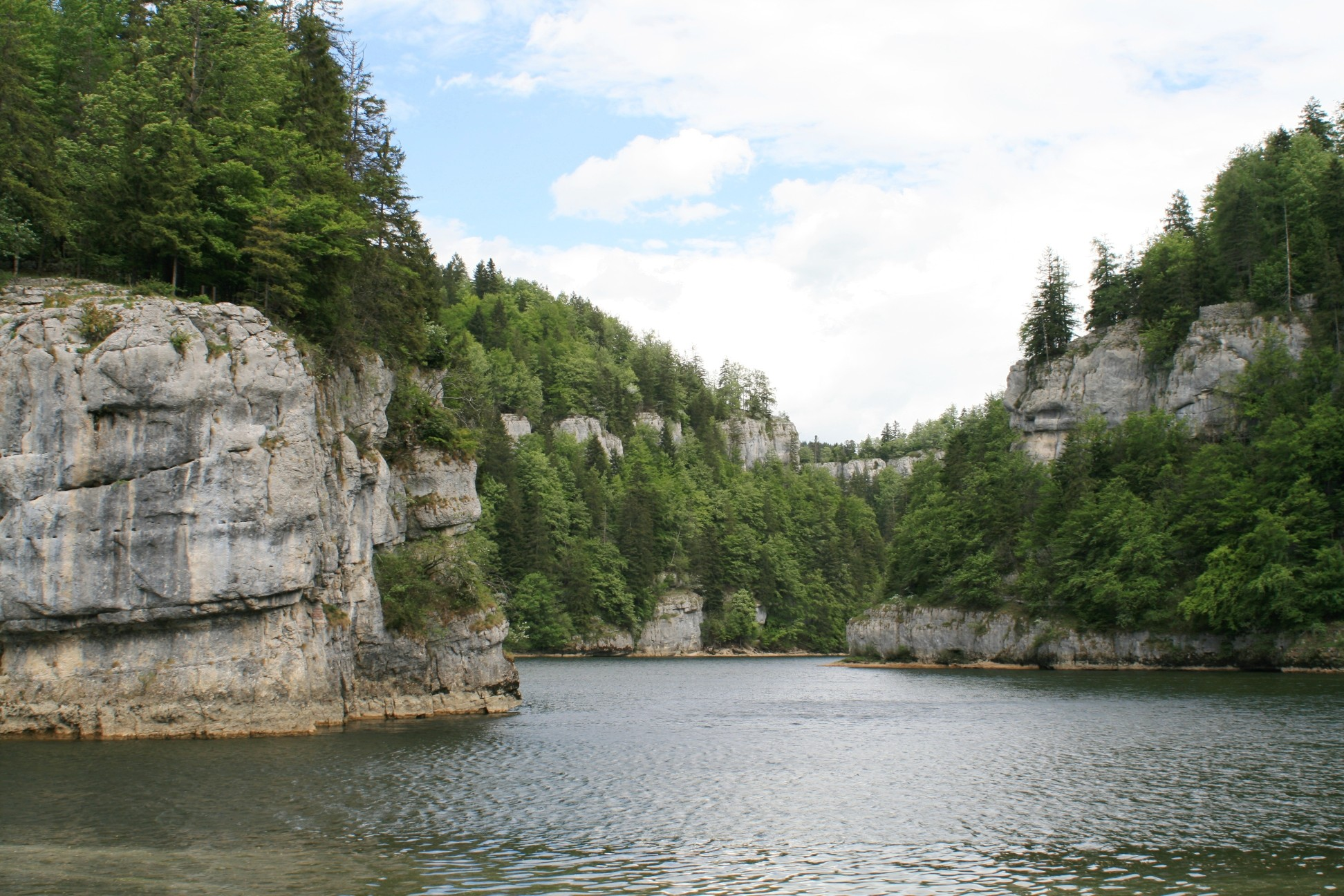
Gole del Doubs
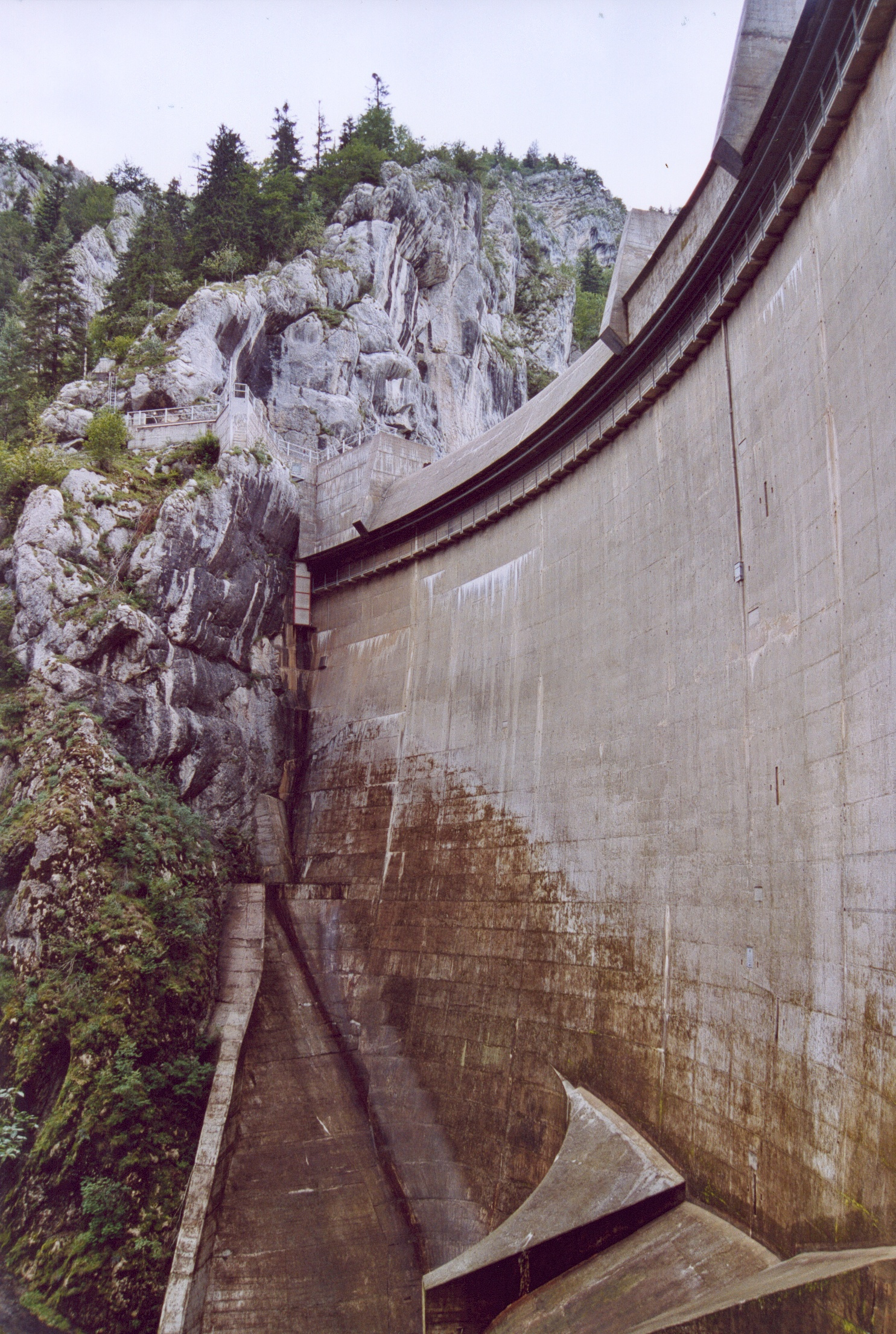
Lo sbarramento del Châtelot alla frontiera franco-svizzera
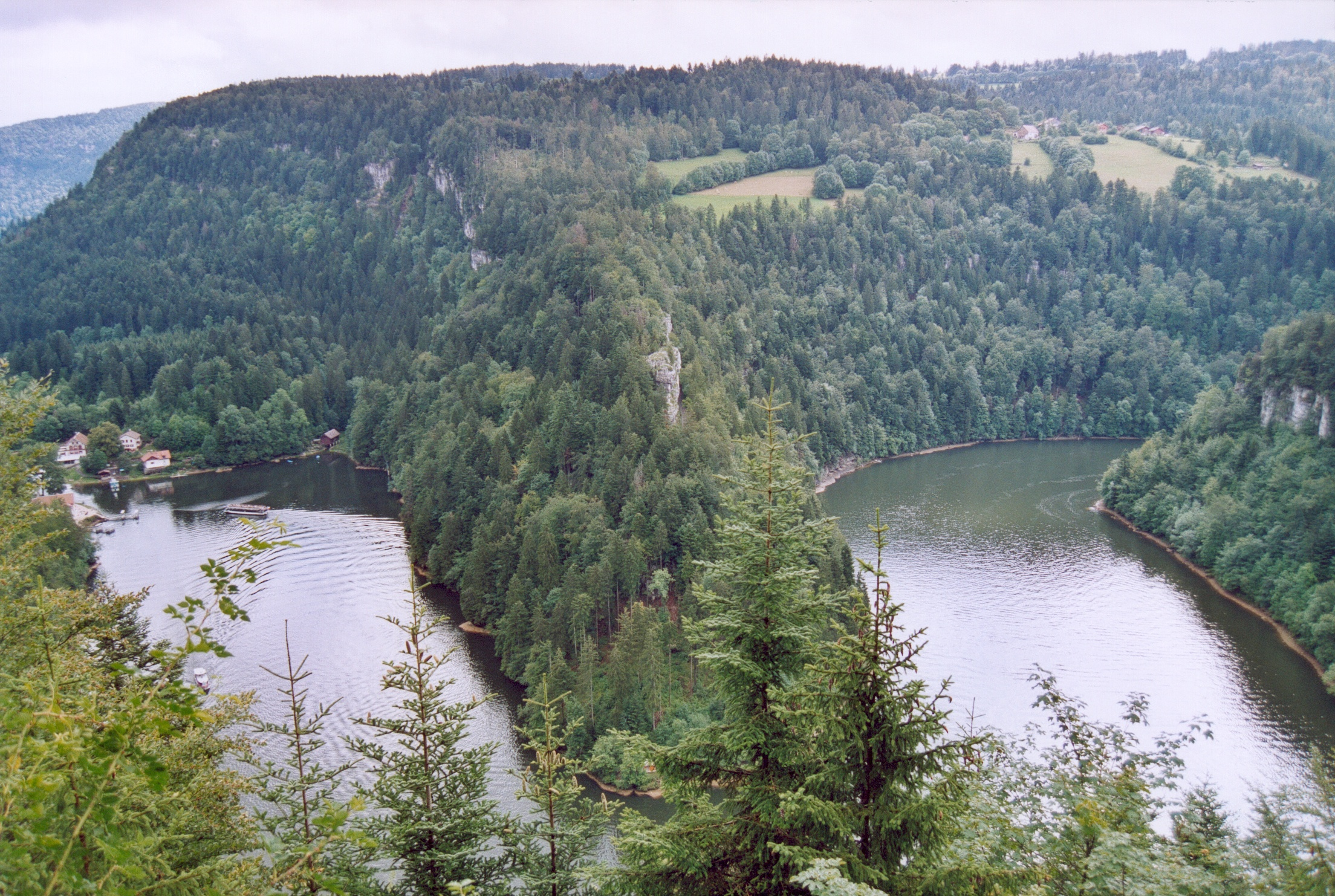
Il lago dei Brenets alla frontiera franco-svizzera
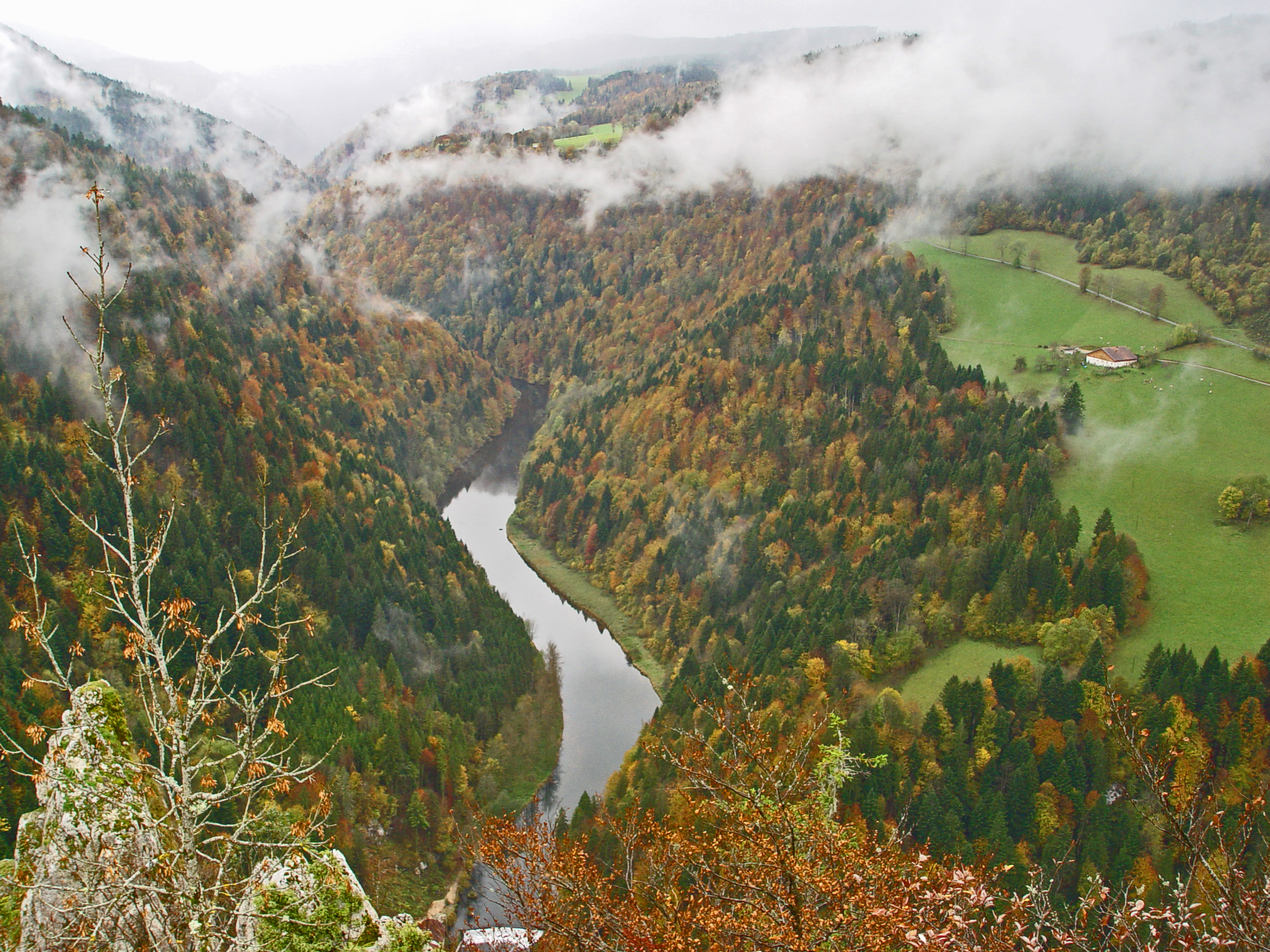
Le Gole del Doubs tra la Goule e Goumois viste delle rovine di Spiegelberg (Muriaux, JU)
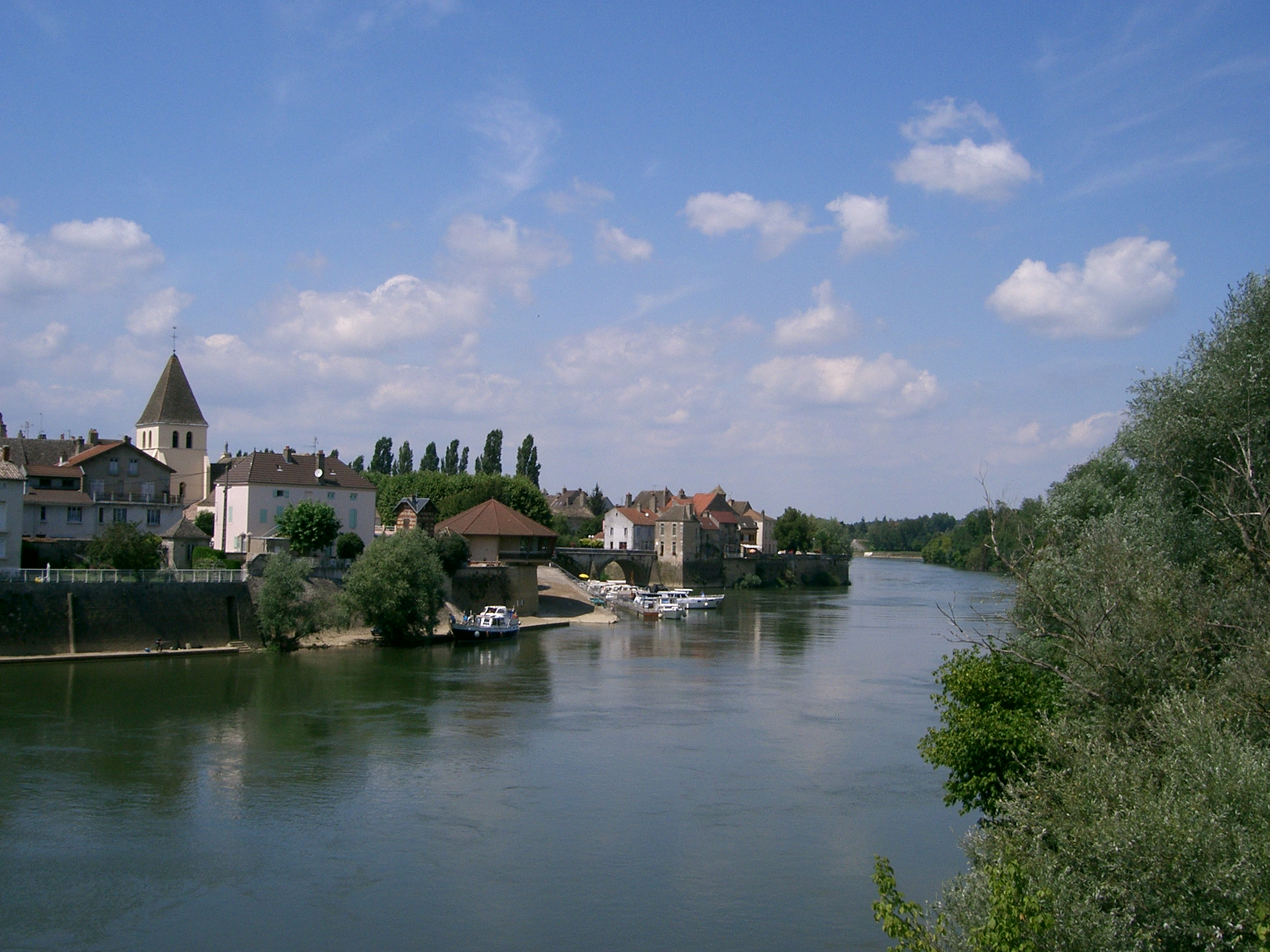
Verdun-sur-le-Doubs in Saona e Loira
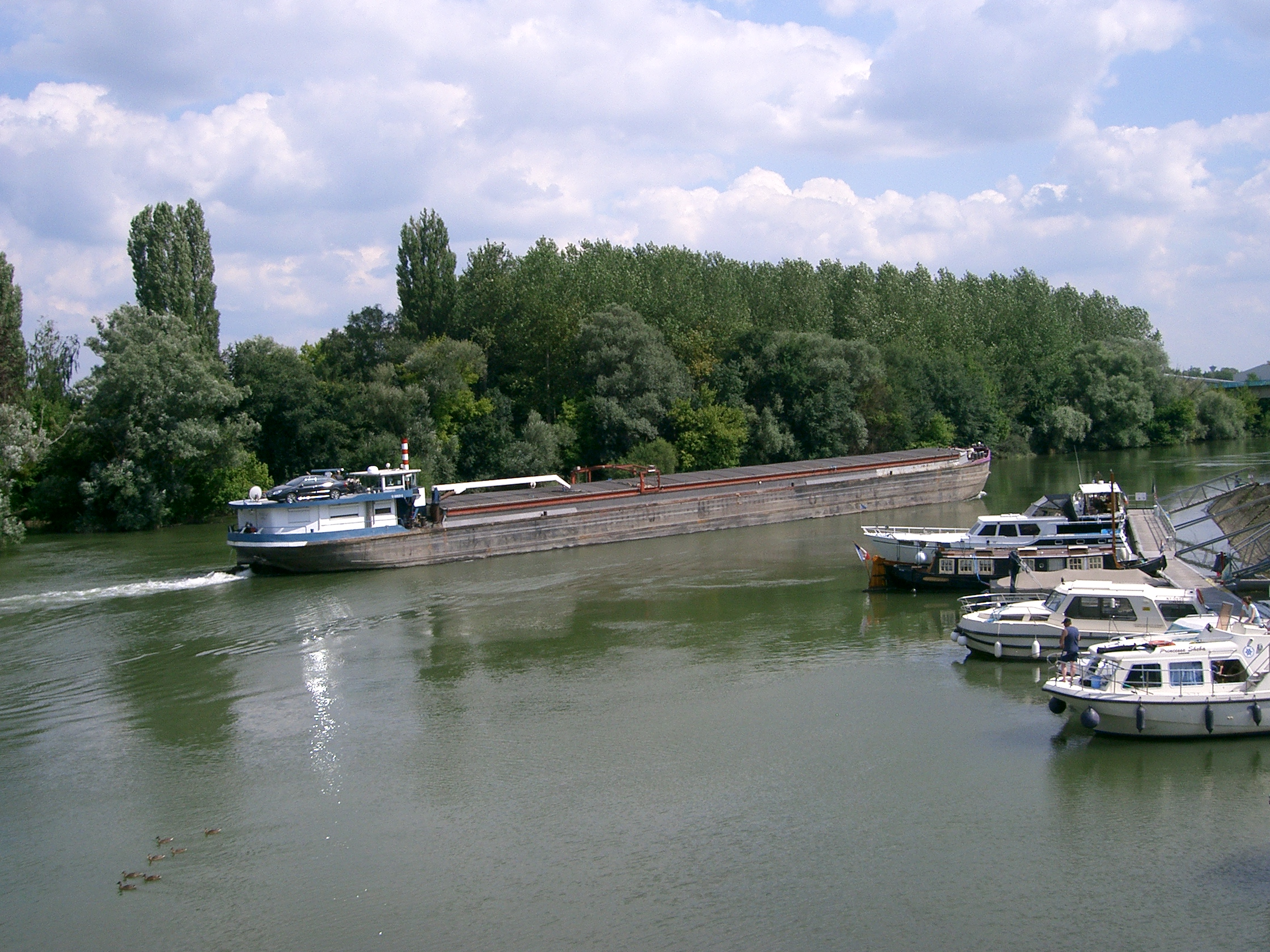
Verdun-sur-le-Doubs - navigazione sul Doubs (chiatta e imbarcazioni da diporto)
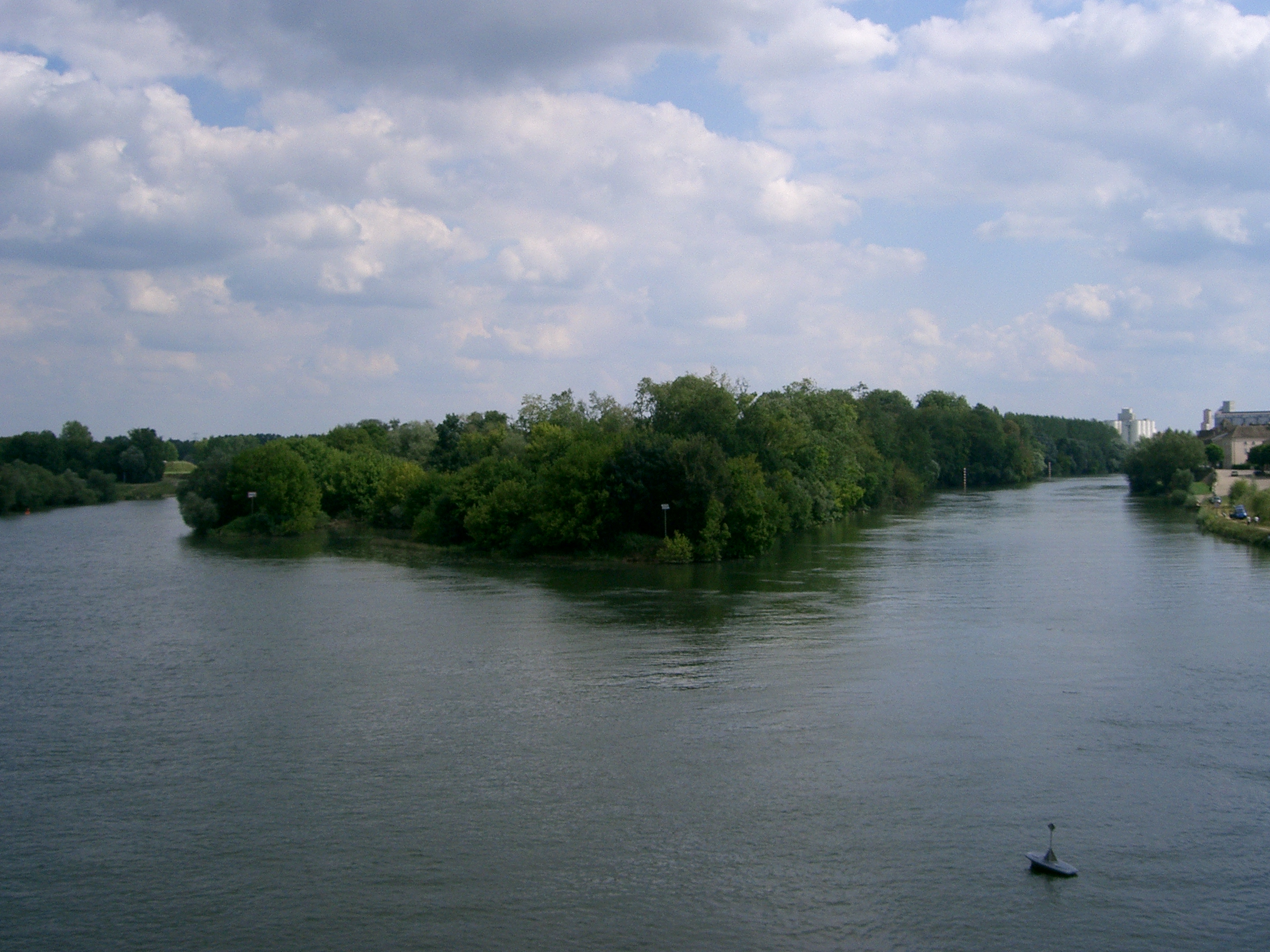
Verdun-sur-le-Doubs - confluenza del Doubs (a destra) e della Saona (a sinistra)
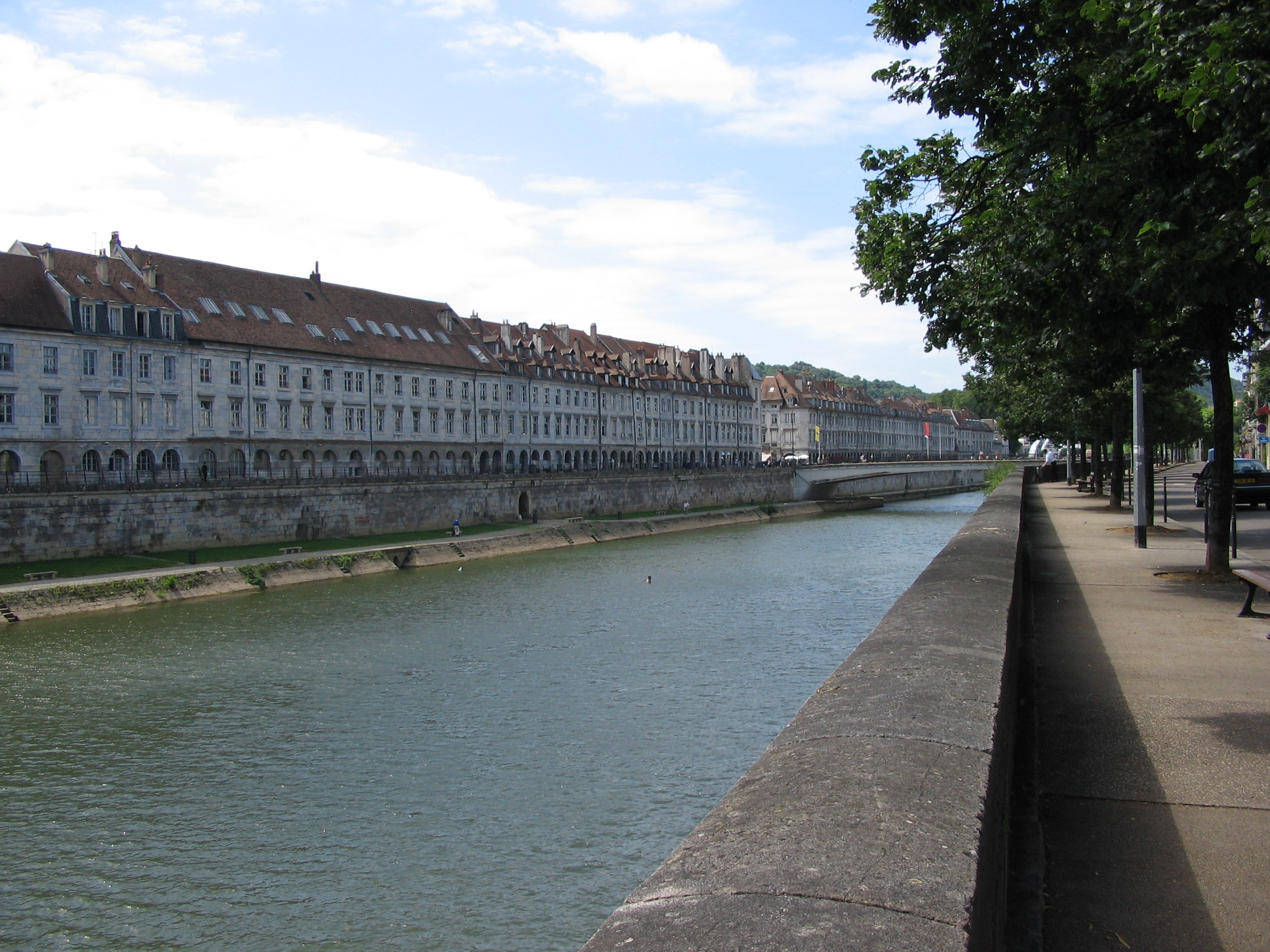
Il Doubs a Besançon
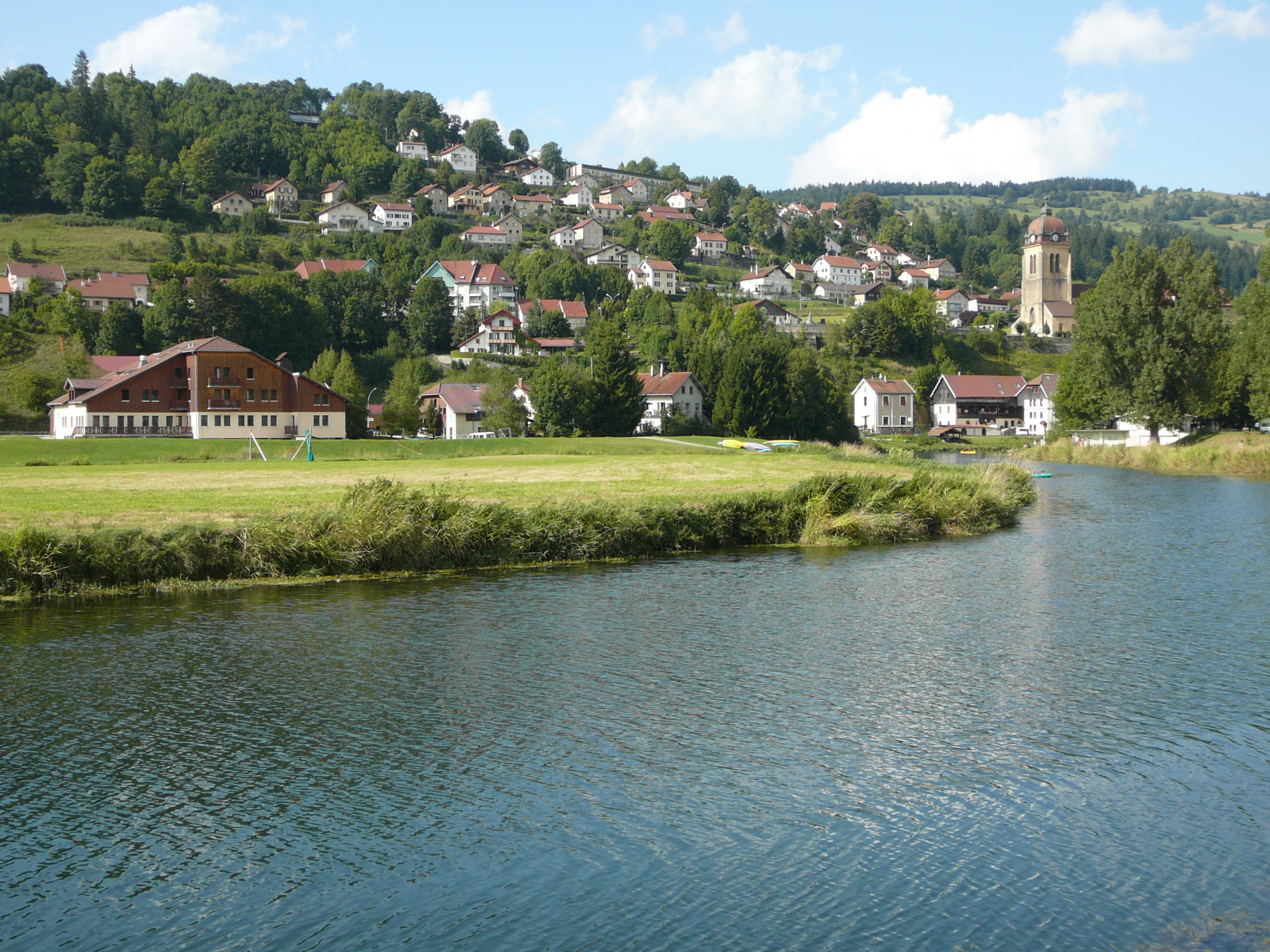
Il Doubs a Morteau
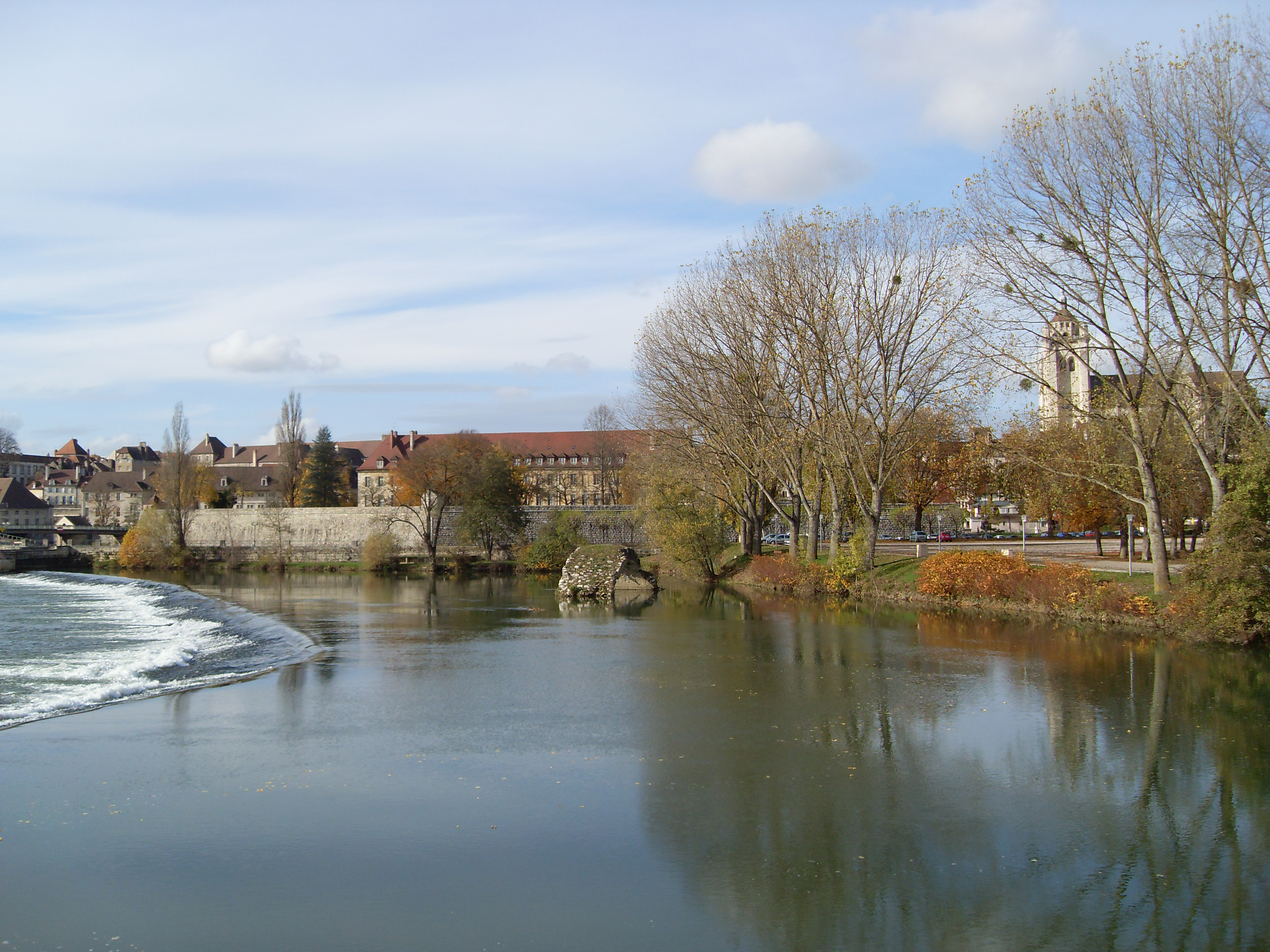
Il Doubs a Dole
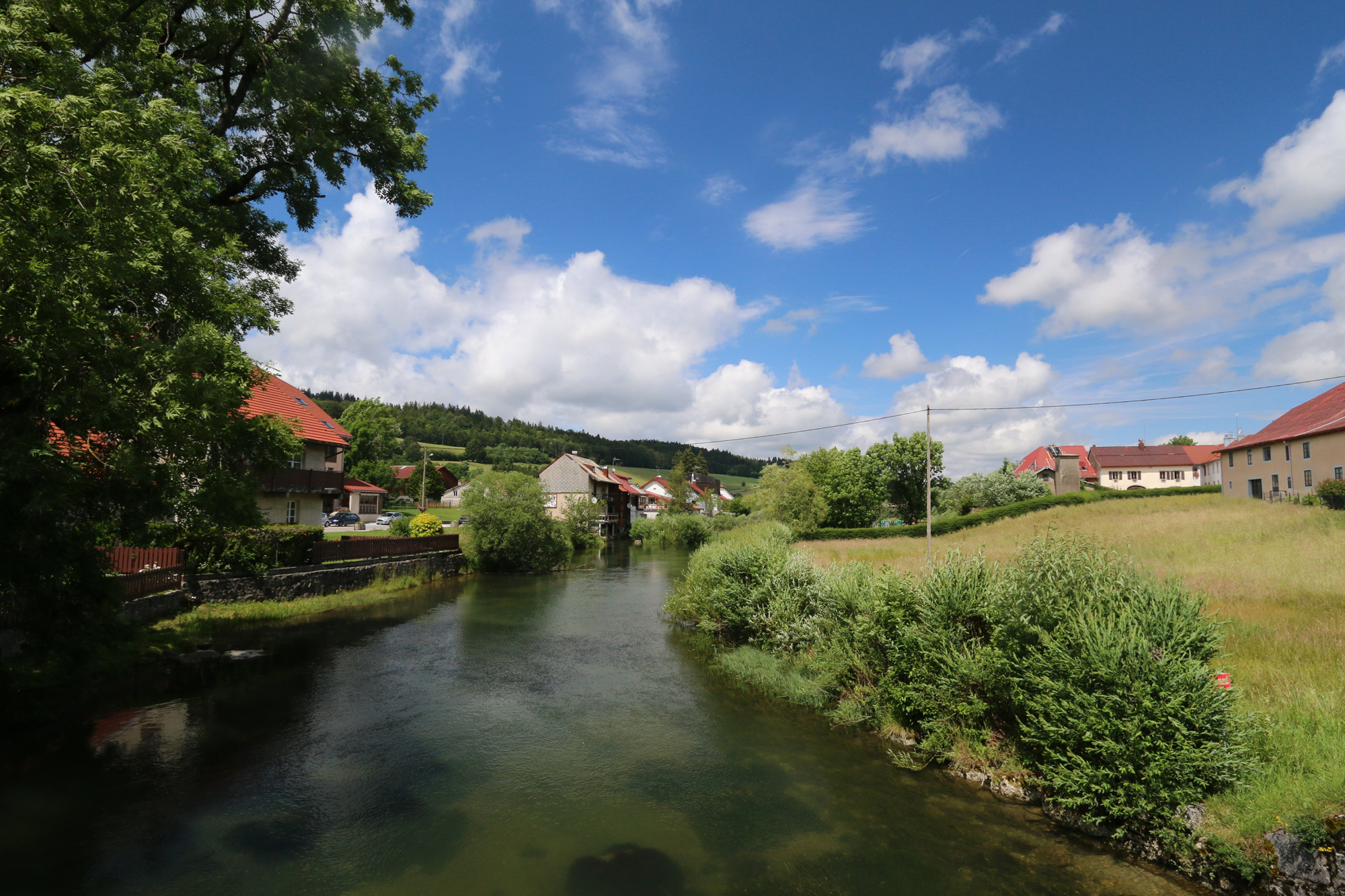
Il Doubs a Mouthe